# Monopis liparota
Monopis liparota är en fjärilsart som beskrevs av Edward Meyrick 1920. Monopis liparota ingår i släktet Monopis och familjen äkta malar. Inga underarter finns listade i Catalogue of Life.